# 744

## Догађаји
- Фебруар – Краљ Лијутпранд од Лангобарда умире природном смрћу после 32-годишње владавине, у којој је победио војводе од Сполета и Беневента, доводећи Ломбардско краљевство на врхунац њене моћи. Наследио га је Хилдепранд, назван „Бескорисни“ (нећак или унук Лиутпранда), као владар Лангобарда.
- Октобар – Хилдепранд је свргнут од стране већа племића, због његове неспособности као владара. Наследио га је Рачис (бивши војвода од Фурланије) као краљ Лангобарда, који склапа мир са папом Захаријем.
- Пипин Мали, градоначелник палате Неустрије и Бургундије, напада швапску Јуру (југозападна Немачка) и прогони Теудебалда, војводу од Аламаније, из његовог планинског редута у Алзасу.
- 17. април - Калиф Ел Валид II је опкољен у свом замку изван града Дамаска. Арапске снаге под командом Сулејмана ибн Хишама су га поразиле и убиле. Ел-Валида II насљеђује његов рођак Јазид III, који убрзо након тога умире од тумора на мозгу.
- Децембар – Марван ибн Мухамед се побунио против Језидовог именованог наследника Ибрахима ибн Ел-Валида, поразио снаге Омејада под Сулејманом ибн Хишамом и постао калиф.
- Туниски државни удар: Након смрти омејадског калифа, Хишама, Абд ал-Рахман ибн Хабиб окупља малу војску у Тунису и проглашава се емиром Ифрикије. Хандхала ибн Сафван ал-Калби, вали од Ифрикије одлучује да не ратује и враћа се у Дамаск. Абд ал-Рахман одлази у Каируан и и одатле гуши бројне побуне широм земље.
- Турски вазали Ујгури, Карлуки и Басмили, који нису чланови клана Ашина, изводе државни удар. Тиме се завршава Турско царство и клан Ашина (осим у Хазарији).
- Јесен – Ли Бај, кинески песник и вешт калиграф, први пут сусреће Ду Фуа.
- Јапанска царска престоница је премештена из Куни-кјоа у Хеијо-кјо.
- 4. фебруар – У Трећем рату Тикал-Калакмул у данашњој Гватемали, град-држава Маја Тикал осваја државу Наранхо и заробљава њеног краља, Јакса Мајуја Чана Чака, који је касније жртвован. Освајање од стране Тикала уништава Калакмулову некада моћну и широку мрежу савезника, вазалних држава и трговачких мрежа.
- Сабор  у Соасону: Сазван на иницијативу Пипина Малог и Бонифатија, архиепископа и митрополита, обезбеђује осуду франачког епископа Адалберта.
- Стурм, Бонифатијев ученик, оснива бенедиктинску опатију у Фулди (Хесен), као део Бонифатијеве мисије ширења хришћанства међу паганским племенима у Немачкој.
- Јун – Папа Захарије даје своје одобрење слањем Абела, Гримоа и Хартберта њихове палијуме за статус митрополије Ремса, Руана и Санса.

## Смрти
- Википедија:Непознат датум — Свети мученик Арчил II - хришћански светитељ